# تيموثي بودن
تيموثي بودن (19 مايو 1901 - 5 سبتمبر 1969) (بالإنجليزية: Timothy Boden)‏ هو لاعب كريكت بريطاني (وحمل سابقاً جنسية المملكة المتحدة لبريطانيا العظمى وأيرلندا).